# Asura obliqua
Asura obliqua är en fjärilsart som beskrevs av George Francis Hampson 1891. Asura obliqua ingår i släktet Asura och familjen björnspinnare. Inga underarter finns listade i Catalogue of Life.